# Troussures
Troussures és un municipi francès, situat al departament de l'Oise i a la regió dels Alts de França. L'any 2007 tenia 188 habitants.

## Demografia

### Població
El 2007 la població de fet de Troussures era de 188 persones. Hi havia 56 famílies de les quals 4 eren unipersonals (4 homes vivint sols), 16 parelles sense fills, 28 parelles amb fills i 8 famílies monoparentals amb fills.
La població ha evolucionat segons el següent gràfic:
Habitants censats

### Habitatges
El 2007 hi havia 75 habitatges, 58 eren l'habitatge principal de la família, 14 eren segones residències i 3 estaven desocupats. Tots els 75 habitatges eren cases. Dels 58 habitatges principals, 55 estaven ocupats pels seus propietaris i 3 estaven llogats i ocupats pels llogaters; 5 tenien tres cambres, 15 en tenien quatre i 38 en tenien cinc o més. 45 habitatges disposaven pel capbaix d'una plaça de pàrquing. A 22 habitatges hi havia un automòbil i a 34 n'hi havia dos o més.

### Piràmide de població
La piràmide de població per edats i sexe el 2009 era:
| Homes | Edats   | Dones |
| ----- | ------- | ----- |
| 0     | 95 o +  | 0     |
| 0     | 90 a 94 | 0     |
| 0     | 85 a 89 | 4     |
| 0     | 80 a 84 | 0     |
| 0     | 75 a 79 | 4     |
| 0     | 70 a 74 | 0     |
| 4     | 65 a 69 | 4     |
| 4     | 60 a 64 | 0     |
| 8     | 55 a 59 | 0     |
| 12    | 50 a 54 | 8     |
| 4     | 45 a 49 | 4     |
| 0     | 40 a 44 | 8     |
| 4     | 35 a 39 | 12    |
| 4     | 30 a 34 | 0     |
| 0     | 25 a 29 | 0     |
| 4     | 20 a 24 | 0     |
| 12    | 15 a 19 | 12    |
| 8     | 10 a 14 | 8     |
| 4     | 5 a 9   | 4     |
| 0     | 0 a 4   | 0     |

## Economia
El 2007 la població en edat de treballar era de 130 persones, 85 eren actives i 45 eren inactives. De les 85 persones actives 77 estaven ocupades (46 homes i 31 dones) i 8 estaven aturades (4 homes i 4 dones). De les 45 persones inactives 11 estaven jubilades, 16 estaven estudiant i 18 estaven classificades com a «altres inactius».

### Ingressos
El 2009 a Troussures hi havia 64 unitats fiscals que integraven 182,5 persones, la mediana anual d'ingressos fiscals per persona era de 21.270 €.

### Activitats econòmiques
Dels 4 establiments que hi havia el 2007, 1 era d'una empresa immobiliària i 3 d'empreses de serveis.
L'any 2000 a Troussures hi havia 4 explotacions agrícoles.

## Poblacions més properes
El següent diagrama mostra les poblacions més properes.